# Cercartetus
Genre
Le genre Cercartetus forme un groupe de petits opossums océaniens appelés aussi phalangers loirs. Les quatre espèces de ce genre, plus la seule espèce (Burramys parvus) du genre Burramys, sont regroupés sous les noms vernaculaires d'opossums pygmées. Ils forment à eux cinq la famille des Burramyidae.

## Liste des espèces
- Cercartetus caudatus (Milne-Edwards, 1877) — Possum pygmée à longue queue
- Cercartetus concinnus (Gould, 1845)
- Cercartetus lepidus (Thomas, 1888)
- Cercartetus nanus (Desmarest, 1818) — Phalanger pygmée